# 昂特拉日
昂特拉日（法語：Entrages，法語發音：[ɑ̃tʁaʒ]）是法国上普罗旺斯阿尔卑斯省的一个市镇，属于迪涅莱班区。

## 地理
昂特拉日（44°2'46"N, 6°15'58"E）面积22.61 平方千米，位于法国普罗旺斯-阿尔卑斯-蓝色海岸大区上普罗旺斯阿尔卑斯省，该省份为法国东南部内陆省份，北起上阿尔卑斯省，西接沃克吕兹省，西北接德龙省，南至瓦尔省，东临滨海阿尔卑斯省，东北部与意大利接壤。
与昂特拉日接壤的市镇（或旧市镇、城区）包括：贝讷、沙托勒东、绍东-诺朗特、迪涅莱班。
昂特拉日的时区为UTC+01:00、UTC+02:00（夏令时）。

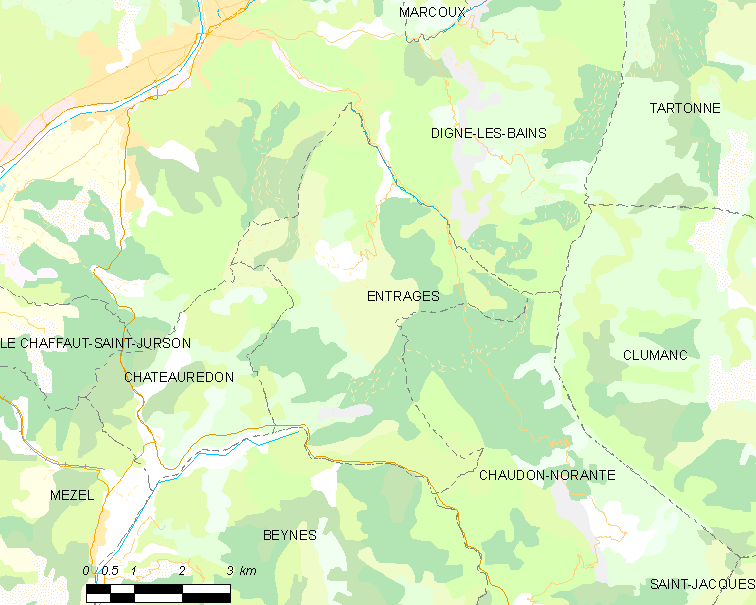
昂特拉日的OSM定位图

## 行政
昂特拉日的邮政编码为04000、04270，INSEE市镇编码为04074。

## 政治
昂特拉日所属的省级选区为迪涅莱班第一县。

## 人口

1962-2008年间昂特拉日人口变化图示

昂特拉日于2022年1月1日时的人口数量为100人。